# Vesna Škare-Ožbolt
Vesna Škare-Ožbolt (ur. 20 czerwca 1961 w Osijeku) – chorwacka polityk i prawnik, posłanka, była minister sprawiedliwości, liderka Centrum Demokratycznego, kandydatka w wyborach prezydenckich w 2009.

## Życiorys
W 1985 ukończyła studia prawnicze na Uniwersytecie w Zagrzebiu. Zdała następnie państwowe egzaminy, uzyskując uprawnienia zawodowe. Pracowała w sądownictwie, później przeszła do administracji rządowej. Od 1990 do 1991 była urzędnikiem w resorcie spraw zagranicznych. Następnie została zatrudniona w kancelarii prezydenta Chorwacji Franja Tuđmana. Pełniła m.in. funkcję doradcy prezydenta ds. politycznych i zastępcy szefa kancelarii.
Działała w tym czasie w Chorwackiej Wspólnocie Demokratycznej (HDZ), została wiceprzewodniczącą tego ugrupowania (1998). W 2000 uzyskała po raz pierwszy mandat do Zgromadzenia Chorwackiego. W tym samym roku poparła powołanie Centrum Demokratycznego, które zainicjował Mate Granić, odchodząc w związku z tym z HDZ. W 2003 objęła jedyny mandat, który w kolejnych wyborach parlamentarnych przypadł temu ugrupowaniu. Została też przewodniczącą DC, a także (w grudniu 2003) ministrem sprawiedliwości w rządzie Iva Sanadera. Urząd ten sprawowała do lutego 2006. Rok później Centrum Demokratyczne nie wprowadziło żadnych swoich przedstawicieli do krajowego parlamentu.
Do 2009 Vesna Škare-Ožbolt działała w samorządzie miasta Velika Gorica. W tym samym roku startowała w wyborach prezydenckich jako kandydatka niezależna. W pierwszej turze głosowania zajęła 11. miejsce wśród 12 kandydatów z wynikiem 1,89%.  W wyniku wyborów w 2011 uzyskała z ramienia koalicji HDZ i DC mandat posłanki.
W listopadzie 2015 podpisała porozumienie z liderem HDZ, na mocy którego działacze jej ugrupowania dołączyli do Chorwackiej Wspólnoty Demokratycznej.

## Odznaczenia
- Order Ante Starčevicia (1998)[5]